# 縅

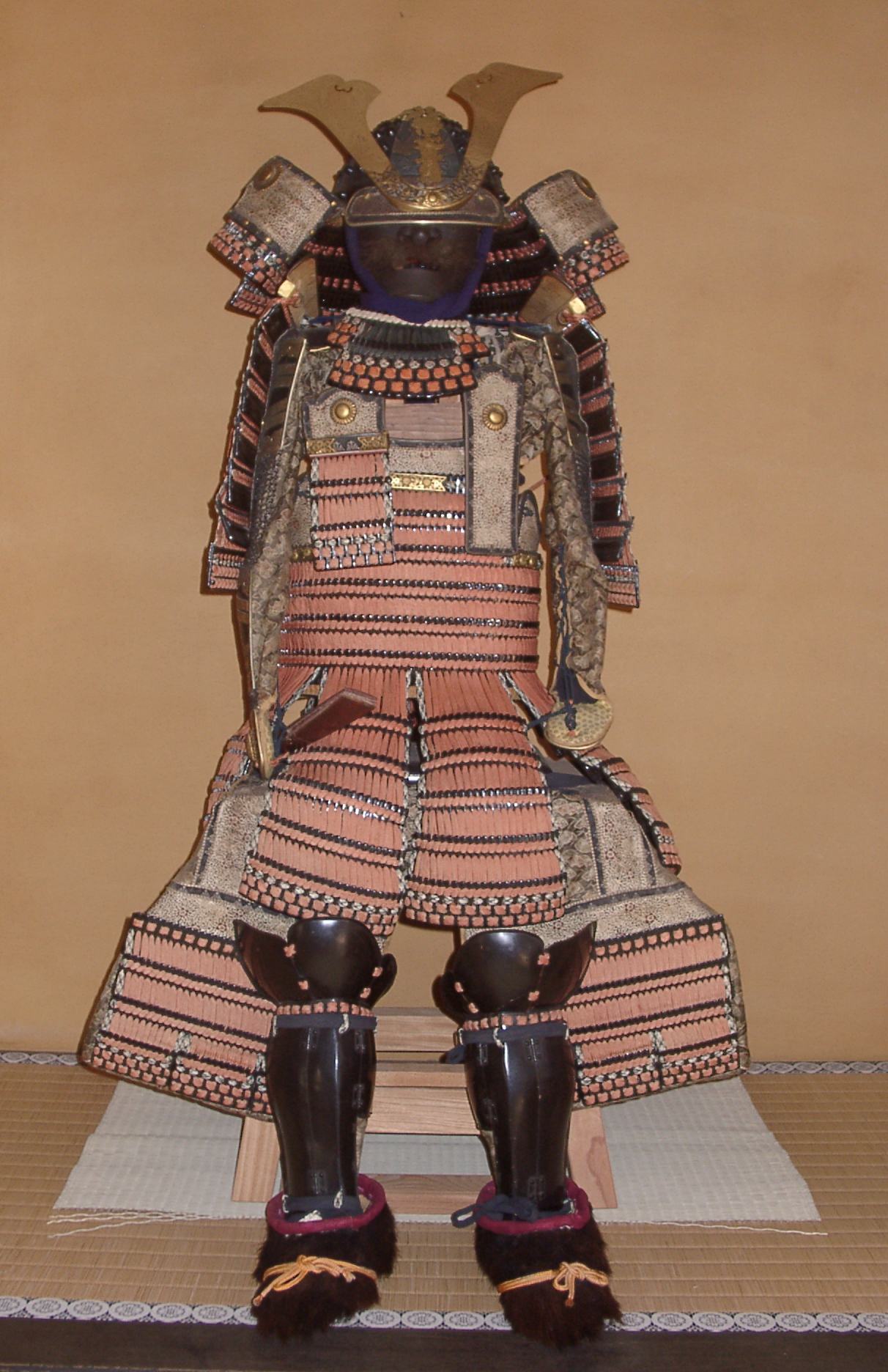
黒小札紅絲縅大鎧（明治時代の複製品）

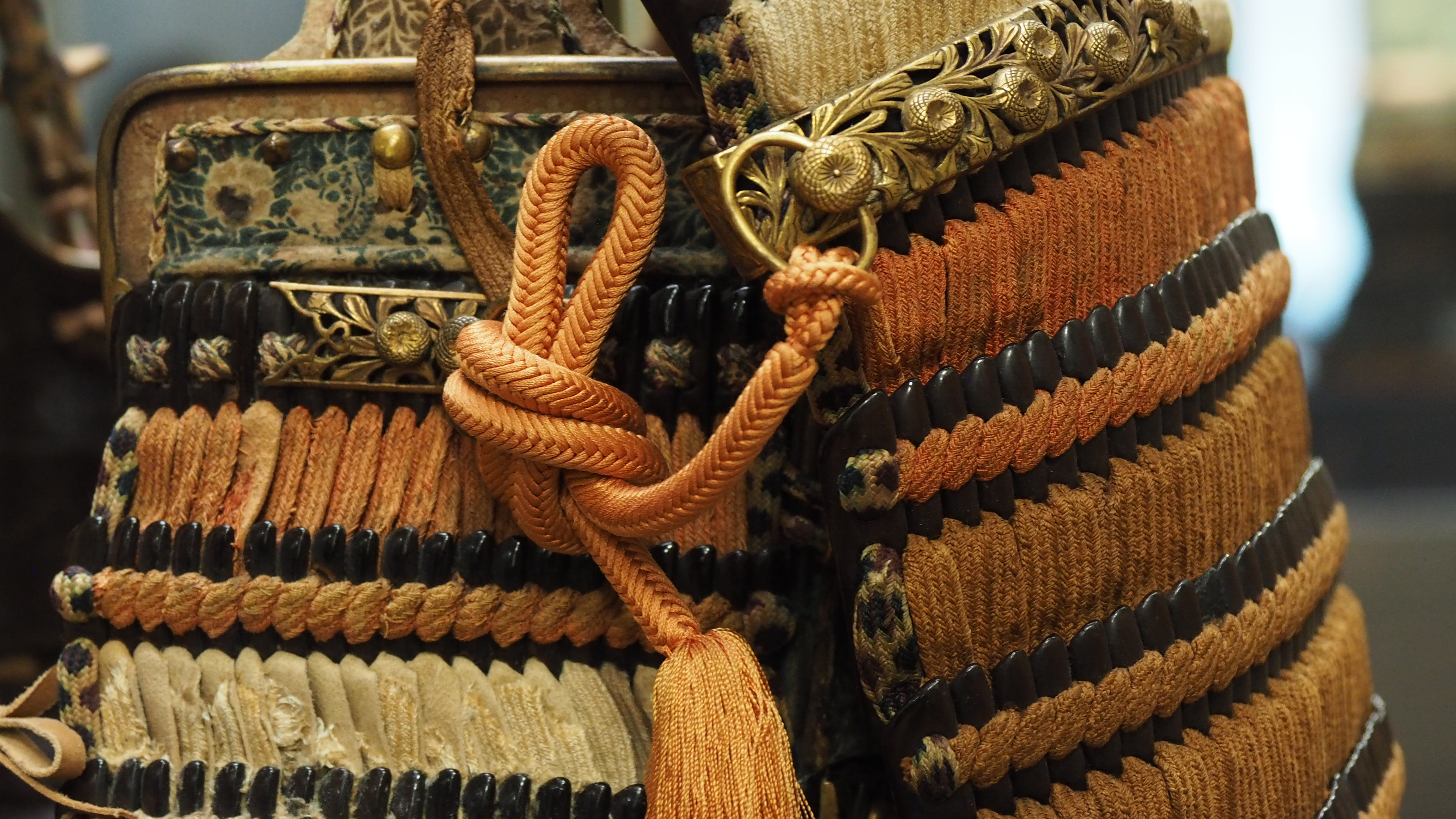
小札の縅毛の拡大。色々糸威腹巻の右側袖水呑緒（15世紀、重要文化財）

縅（おどし）とは、日本の小札（こざね）式の甲冑の製造様式で、小札板を革や糸などの緒で上下に結び合わせること。縅に使う緒を縅毛（おどしげ、古くは「貫緒」）と呼ぶ。小札に穴を開け、縅毛を通して複数繋ぎ合わせることで、装甲に可動性を与えた連接法である。小札を左右に結び合わせることは、横縫（よこぬい）や下緘（したがらみ）、横綴（よことじ）、横搦（よこがらみ）などと呼ばれ、牛馬の革を用いる。

## 語源
元来「縅」は「威」と書いた。「緒を通す」、すなわち「緒通す（おどおす）」の言葉に「威す」の字を当てたのである。また平安時代以前は「貫（つら、ぬき）」「連」などとも記されていた。後に「威」に「糸」偏をつけた和製漢字である「縅」も用いるようになった。どちらの表記も用いられるが、本項目では「縅」を用いて表記する。

## 種類

### 手法による分類
縅の主な手法には上下の小札を結び合わせる毛立（けだて）と、その結果小札の上部の札頭（さねがしら）から出た縅毛を小札にからめて留める緘（からみ）の2つがある。毛立には、古い手法である垂直に縅していく縦取縅（たてどりおどし）、下と右上の順を繰り返しながら札に「W」状につなげていく最も正統で美しいとされる毛引縅（けびきおどし）、縦取縅の省略ともいえる間隔をおいて菱形に交差させながら2本ずつ縅す素懸縅（すがけおどし）、間隔をおいて3本以上ずつ縅す寄懸（よせがけ）などがある。緘には、縦取縅に使われる縦取緘（たてどりがらみ）、毛引縅に使われる縄目緘（なわめがらみ、斜め状の縅毛が横に連続するため縄のように見える）、素懸縅に多く用いられる「X」状の菱綴（ひしとじ）などがある。

### 材質による分類
縅毛は材質の違いにより、
1. 絹などの糸を組んだ緒を使った糸縅（いとおどし）
2. 鹿の皮の緒を使った韋縅（かわおどし）
3. 絹の織物（布帛)の緒を使った綾縅（あやおどし）

の3種に大きく分けられる。以下、順にその概略を記す。

#### 糸縅
「絲縅」とも記す。絹糸を組んだ組紐を用いて縅したもの。その他、少数ながら科や麻、木綿を用いたものもある。またその色により、無地のままの白糸縅や、ある一色に染めた赤糸縅・紅糸縅・黄糸縅・紫糸縅・萌葱糸縅・縹糸縅・浅葱糸縅・紺糸縅・黒糸縅・糸緋縅（「火縅」とも、緋色）・卯の花縅（白色）などの名称が存在する。多色の場合は、樫鳥縅（かしどりおどし）・啄木縅（たくぼくおどし）などがある。前者は白・浅葱・紺の組紐で縅したもので、後者は5色近くの多色で縅したもの。

#### 韋縅
鹿の皮を加工して柔らかくした「韋（かわ）」を用いて縅したもの。韋は「押韋（おしかわ）」「揉韋（もみかわ）」とも記される。加工の方法は、鹿皮の表面の毛を取り除き、水につけて洗った後にその水分を飛ばし、脳漿をつけて良く揉んで柔らかくする、というもの。
一色の場合は、白韋縅・赤韋縅・紅韋縅・黄韋縅・紫韋縅・黒韋縅などがある。
- 洗韋縅（あらいがわおどし） - 上記の加工方法からきた名称で、何も色を付けていない韋で縅した、すなわち白韋縅のこととされている。
- 熏韋縅（ふすべかわおどし） - 円筒状のものに韋を巻きつけ吊るし、下から松葉や藁の煙でいぶして茶色に染めたもの。染韋の一種で、水気による硬直に強くなる。これの色の淡いものを柑子韋（こうじかわ）と呼ぶ。
- 小桜韋縅（こざくらがわおどし） - 桜の花の小紋を藍で染めたもので、更に小桜韋縅を黄で染めたものを小桜黄返縅（こざくらきがえしおどし）と呼ぶ。
- 歯朶韋縅（しだがわおどし） - シダの葉の文様を紺地に白で抜き出したもの。品韋縅（しながわおどし、「科韋縅」とも）は歯朶韋縅がなまったもの、とされる。
- 伏縄目縅（ふしなわめおどし） - 白・浅葱・藍の3色パターンを斜めに染めた縄目韋（なわめがわ）を用いて縅したもの。異説もある。

#### 綾威
麻布を内側の芯とした絹の織物（綾織物）を用いて威したもの。錦縅・練緯縅（ねりぬきおどし）・布縅などとも称される。その色により白綾縅・紫綾縅・朽葉綾縅（くちばあやおどし、クチナシなどで染めた黄）・萌葱綾縅・浅葱綾縅などがある他、中国大陸から来た唐綾（織物）を用いた唐錦縅・唐綾縅や材料などを用いた唐糸縅・唐紅縅なども見受けられた。また色の織り方によって、経青緯黄（たてあおぬきき、縦糸が青で横糸が黄）の麹塵縅（きくじんおどし）や経紅緯白の紅梅縅（こうばいおどし）などがある。
絲縅や韋縅に比して耐久性に乏しい。

### 色彩・文様による分類
縅は、革や糸の色目によって区別されることが多い。
- 沢瀉縅（おもだかおどし） - オモダカの葉を思わせる三角形の模様に縅したもの。
- 逆沢瀉縅（さかおもだかおどし） - 沢瀉縅とは逆に、逆三角形の模様に縅したもの。
- 妻取縅（つまとりおどし） - 沢瀉縅の頂点から下にかけて半分切り取った形（直角三角形）の模様に縅したもの。模様を左右の端（妻）に寄せてあるため、この名がある。
- 匂縅（においおどし） - 基本的に上から下にかけて段々に濃い色から淡い色へのグラデーションをつけて縅したもの。例として季節とともに徐々に青葉になっていく様子を萌葱・薄萌葱・黄・白の順で縅して表した萌葱匂縅（もえぎのにおいおどし）や、徐々に紅葉していく様子を黄櫨・赤・黄・白の順で縅して表した黄櫨匂縅（はじのにおいおどし）などがある。この両者を下記の裾濃縅状に上下逆で縅したものもあるが同名で呼ばれる。同様のものに上段の白から段々に濃い色になる匂肩白（においかたじろ）がある。
- 裾濃縅（すそごおどし） - 匂縅とは逆に、上から下にかけて段々に淡い色から濃い色で縅したもの。下濃・末濃とも記される。
- 群濃縅（むらごおどし） - 村濃縅とも記される。一隅のみを違う色で縅したり、ところどころに濃い色や薄い色で縅したもの。
- 肩取縅（かたどりおどし/わたどりおどし） - 上部の段（1段以上）を異なる色で縅したもの。似たものとして「肩○縅」というものがあり、例えば「肩白縅」は上部の段を白で縅したもの。
- 腰取縅（こしとりおどし）/腰縅（こしおどし）- 衡胴（かぶきどう、鎧の腹部あたり）の下部と草摺の上部を異なる色で縅したもの。白絲で縅したものを腰白、他の色の場合は腰取という。
- 裾取縅（すそとりおどし） - 下部の段を異なる色で縅したもの。
- 肩裾取縅（かたすそとりおどし） - 肩取と裾取をあわせたもの。
- 中取縅（なかどりおどし） - 中間の2〜3段を異なる色で縅したもの。
- 緂縅（だんおどし） - 段縅とも記される。白色と或る一つの色を上から1段おきに交互に縅したもの。
- 色々縅（いろいろおどし） - 3色から5色の多色で縅したもので、色色縅・交縅（まぜおどし）とも記される。一定のパターンを持って縅すと、緂縅の変形型とも分類される。

そのほか、大型の霰（市松模様の一種）の石畳（いしだ）、家紋や日の丸などの図柄を縅し出した文柄（もんがら）、一対の波型の縦線パターンを横に並べた立涌（たちわく、たてわく）、ある一つの色を花の色に見立てた一種の美称とも言える桜縅・紅梅縅・藤縅・山吹縅などがある。
縅毛の染色材料としては、茜（あかね）・蘇芳（すおう）・紅花（べにばな）・藍（あい）・紫根（しこん）・刈安（かりやす）・鬱金（うこん）・梔子（くちなし）・黄蘗（きはだ）などがある。「黒○縅」とは室町時代以前は本当の黒ではなく、藍で濃く染めたものの事である。

## その他
その他の縅として装飾的性格の強い、札板の左右両端に用いる耳糸（みみいと）、最下段に用いる横線状の畦目（うなめ）、同じく最下段に用いる「X」状の菱縫（ひしぬい）などがある。また、孔の間隔の広い小札を幅広の緒で縅すことを大荒目縅（おおあらめおどし）と呼び、源為朝が保元の乱の際に身に付けた「大荒目鎧」とはこの事とされる。